# Maurizio Torelli
Maurizio Torelli (...) è un fumettista italiano.

## Biografia
Figlio dell'editore italiano Tristano Torelli, fu uno dei primi sceneggiatori italiani a lavorare direttamente per l'editore francese Lug per il quale scrisse numerose serie a fumetti generalmente pubblicate sulla testata Zembla, alcune delle quali si rivelarono grandi successi. La collaborazione con l'editore Marcel Navarro, fondatore della Lug, iniziò alla fine degli anni sessanta con una serie che si rivelò il suo primo successo, Gun Gallon, della quale scrisse i primi 25 episodi. La collaborazione si rilevò lunga e portò alla produzioni di altre serie di successo come Benny des Marais o Dan Tempête.
Quando nel 1965 la EsseGesse smise di produrre Capitan Miki, in Francia la serie fu continuata fino al 1988 da Torelli insieme a Roberto Renzi e dai disegnatori Franco Bignotti e Bertrand Charlas sulla testata Nevada. Per la Bonelli scrisse dal 1966 la serie western Gun Flint, pubblicata in appendice a Il Comandante Mark e disegnata prima da Bignotti e poi da altri.
Da un suo fumetto degli anni sessanta, venne tratta la miniserie televisiva Storia di guerra e d'amicizia, diretta da Fabrizio Costa nel 2002.